# Арнак сир Дурду
Арнак сир Дурду (фр. Arnac-sur-Dourdou) насеље је и општина у јужној Француској у региону Миди Пирене, у департману Аверон која припада префектури Мијо.
По подацима из 2011. године у општини је живело 32 становника, а густина насељености је износила 1,93 становника/km². Општина се простире на површини од 16,57 km². Налази се на средњој надморској висини од 560 метара (максималној 1.000 m, а минималној 506 m).

## Демографија
| 1962. | 1968. | 1975. | 1982. | 1990. | 1999. | 2011. |
| ----- | ----- | ----- | ----- | ----- | ----- | ----- |
| 103   | 87    | 66    | 48    | 55    | 30    | 32    |

График промене броја становника у току последњих година